# Электролитический детектор

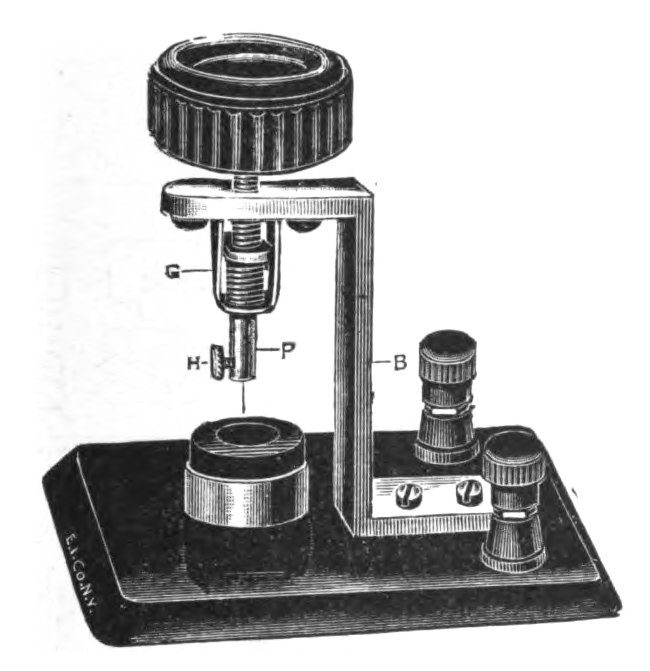
Электролитический детектор Фессендена

Схема радиоприёмника с электролитическим детектором

Электролити́ческий дете́ктор — разновидность электролитического демодулятора, использовавшегося в первых радиоприёмниках для приёма радиосигналов, модулированных звуковыми колебаниями, и был одним из первых типов детекторов, пригодных для этой цели, в отличие от когерера или магнитного детектора.
Изобретён американским учёным Реджинальдом Фессенденом в 1903 году. Этот тип детектора применялся весьма широко вплоть до примерно 1913 года, после чего был вытеснен детекторами с использованием вакуумных электронных приборов и кристаллическими детекторами. Во времена своего широкого использования считался достаточно чувствительным и надёжным. Сейчас полностью вышел из применения и имеет только исторический интерес.

## История
Проводя работы по передаче голоса по радио, Фессенден понял, что известные детекторы радиоизлучения непригодны для этой цели. Они хорошо работали при приёме сигналов от работающих в ключевом режиме искровых радиопередатчиков, но не были, выражаясь современным языком, достаточно быстродействующими для приёма радиоволн, модулированных звуковым сигналом. Например, металлические опилки когерера для восстановления его чувствительности к радиосигналу нужно было механически встряхнуть.
В 1902 году Фессенден разработал детектор, названный им «бареттером» (в современной терминологии бареттером называют газонаполненный электронный прибор, предназначенный для стабилизации тока), который можно было использовать при приёме амплитудно-модулированных звуковыми колебаниями радиосигналов.
В бареттере Фессендена использовалась тонкая платиновая проволока, называемая проволокой Волластона. Она изготавливалась волочением через ряд фильер платиновой проволоки круглого сечения в цилиндрической оболочке из серебра. Эта технология позволяла получить весьма тонкие биметаллические нити. После волочения до необходимого диаметра серебряная оболочка растворялась кислотой, например азотной, не растворяющей платину. Полученную таким способом тонкую (диаметром порядка 1 мкм) проволоку, снабжённую двумя токовыводами, Фессенден помещал в баллон, наполненный газом. Проволока накаливалась внешним источником постоянного тока до температуры, при которой достигалась максимальная чувствительность к радиосигналу, одновременно подающемуся на бареттер от антенны. Использовался участок вольт-амперной характеристики бареттера с максимальной нелинейностью, которая обеспечивала демодуляцию (выпрямление) радиосигнала и воспроизведение звуковых колебаний через телефон. Так как звуковые колебания относительно высокочастотны, для их приёма бареттером необходимо иметь малую тепловую инерцию проволоки бареттера, поэтому Фессенден применял сверхтонкие платиновые нити.
Продолжая эксперименты с проволокой Волластона, при стравливании серебряной оболочки в процессе её изготовления Фессенден заметил, что если проволока погружена в электролит (кислоту) только самым кончиком, то ток, протекающий через контакт электрод — электролит, заметно реагирует на генерируемое поблизости радиоизлучение, выпрямляя высокочастотные электрические колебания, наводимые во внешних проводниках, как в «антеннах». Продолжая эксперименты, Фессенден усовершенствовал изобретённый им детектор, повысил его чувствительность и довёл до практического применения.
Спустя время приоритет Фессендена был оспорен и на звание первооткрывателей электролитического детектора претендовали Михаил Пупин, В. Шломилч, Хьюго Гернсбек и другие. Однако теперь, благодаря работам историков науки, совершенно очевидно, что Фессенден первым применил это устройство на практике.

## Описание
Работа этого детектора происходит следующим образом. Кончик платиновой проволоки в несколько микрометров в диаметре погружается в раствор электролита и к нему прикладывается небольшое постоянное напряжение от внешнего источника. Платина используется потому, что другие металлы слишком быстро растворяются в электролите. В результате электролиза ток смещения разлагает раствор с выделением газа. Образующиеся при этом крошечные пузырьки газа покрывают кончик проволоки и частично электрически изолируют его от раствора, тем самым уменьшая ток смещения. Одновременно наложенный на эту гальваническую пару ток входного радиочастотного сигнала либо снижает интенсивность электролиза, протекая в противоположном току смещения направлении, либо увеличивает при согласном направлении. При противоположном направлении происходит частичное обратное превращение газов в ионы, переходящие в раствор, что увеличивает площадь контакта с жидкостью. Радиочастотный сигнал, текущий в согласном направлении, усиливает газовыделение. В результате этих процессов происходит детектирование радиосигнала.
Перед применением электролитический детектор требует настройки. Сначала кончик платинового электрода винтом регулировки погружается в электролит и производится регулировка тока смещения реостатом до появления шипящих звуков в наушниках. Затем ток смещения плавно уменьшается, пока шум в наушниках не прекратится. Этой регулировкой достигается наибольшая чувствительность детектора.
Было замечено, что сильные радиосигналы (например, радиоволны от грозовых разрядов) сбивают настройку детектора, поэтому после такого воздействия требуется новая регулировка.

## Детекторы с открытым и герметичным контактом
Первоначально электролитический детектор представлял собой открытую ёмкость с электролитом и проволочным контактом и назывался электролитическим детектором с открытым контактом. Позже был изобретён не требующий осторожного обращения электролитический детектор с герметичным контактом. Детектор этого типа получил коммерческое название «детектор Radioson». В нём электролит находился в герметичной стеклянной оболочке и не мог разлиться или испаряться.